# Enicospilus pantanae
Enicospilus pantanae är en stekelart som beskrevs av Tang 1990. Enicospilus pantanae ingår i släktet Enicospilus och familjen brokparasitsteklar. Inga underarter finns listade i Catalogue of Life.